# Al-Kadi
Al-Kadi (arab. القاضي) – wieś w Syrii, w muhafazie Aleppo, w dystrykcie Dżarabulus. W 2004 roku liczyła 415 mieszkańców.